# Knut Schnurer
Knut Schnurer (* 12. Januar 1920 in Kösching; † 20. April 2007 in Ingolstadt) war ein deutscher Maler größtenteils kubistischer Bilder.

## Werdegang
Knut Schnurer war Sohn des Lehrers Franz Josef Schnurer geboren, der später bis zu seinem Tod Leiter des Canisiuskonvikts in Ingolstadt war. Er besuchte das humanistische Gymnasium in Ingolstadt, wo er durch seinen Zeichenlehrer Wilhelm Krauss auch während des „Dritten Reiches“ mit moderner Kunst vertraut gemacht wurde. Nach dem Abitur wurde er 1939 zum Arbeitsdienst verpflichtet und kam anschließend als Soldat bis 1945 nach Norwegen und in französische Gefangenschaft – eine Zeit, die den Künstler zeit seines Lebens prägte und deren Eindrücke er immer wieder in seinen Bildern zu verarbeiten versuchte. Nach seiner Rückkehr nach Ingolstadt arbeitete er als freier Künstler. Erste Ausstellungserfolge verzeichnete er Ende der 1950er-Jahre in München. Vielfach arbeitete er für öffentliche und kirchliche Auftraggeber. Er wohnte in seiner Ingolstädter Zeit in der Alten Post in der Kreuzstraße und in seinen letzten Jahre in einem Pflegeheim in Ingolstadt.
Knut Schnurer prägte, neben Käte Krakow, Gustav Schneider, Karl August Tinti, Alois Schölß und Pius Eichlinger, lange Zeit als zentrale Figur die Ingolstädter Kunstszene.

## Arbeiten (Auswahl)

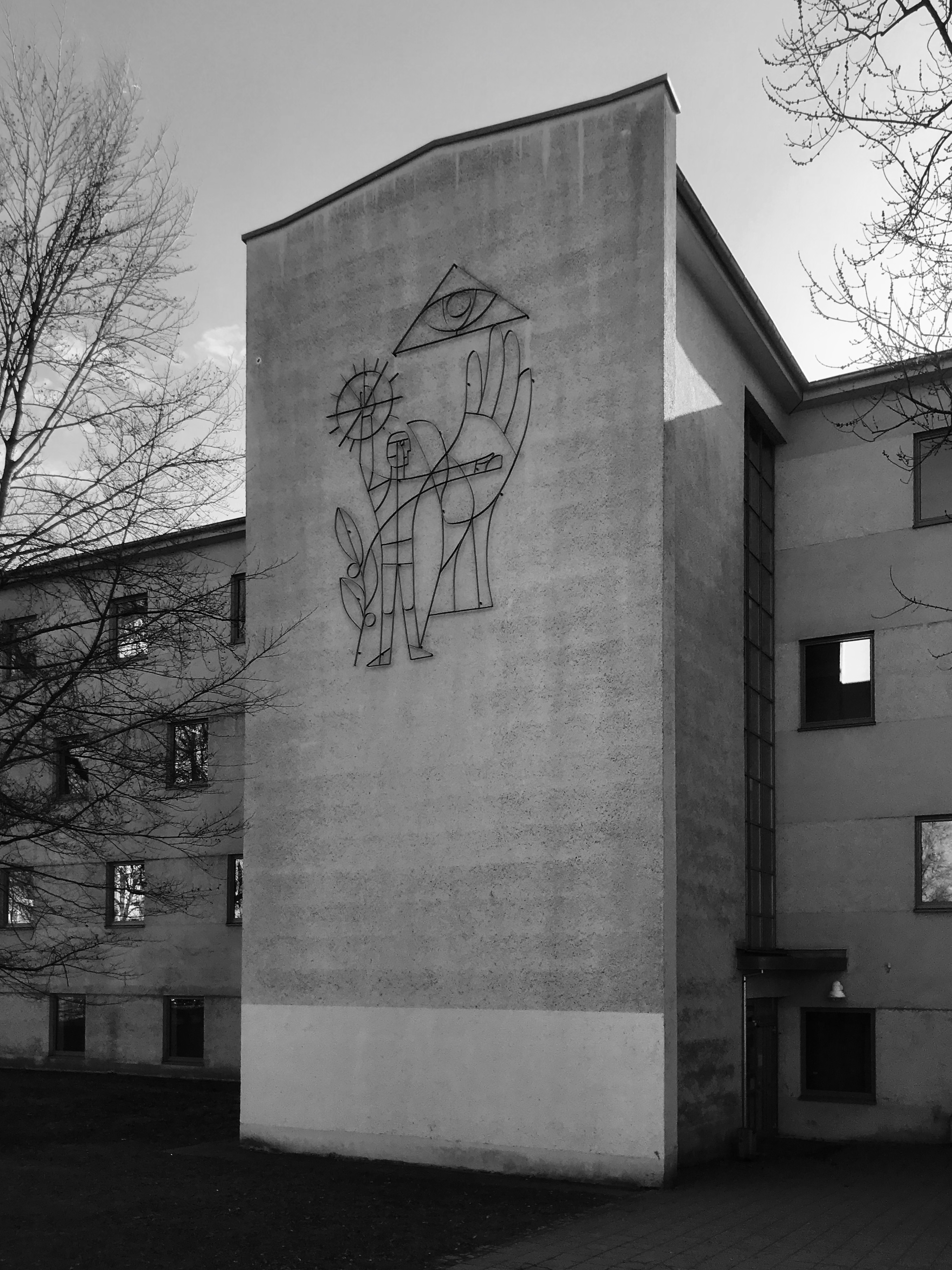
Bandeisenplastik an der Leo-von-Klenze-Schule, Ingolstadt

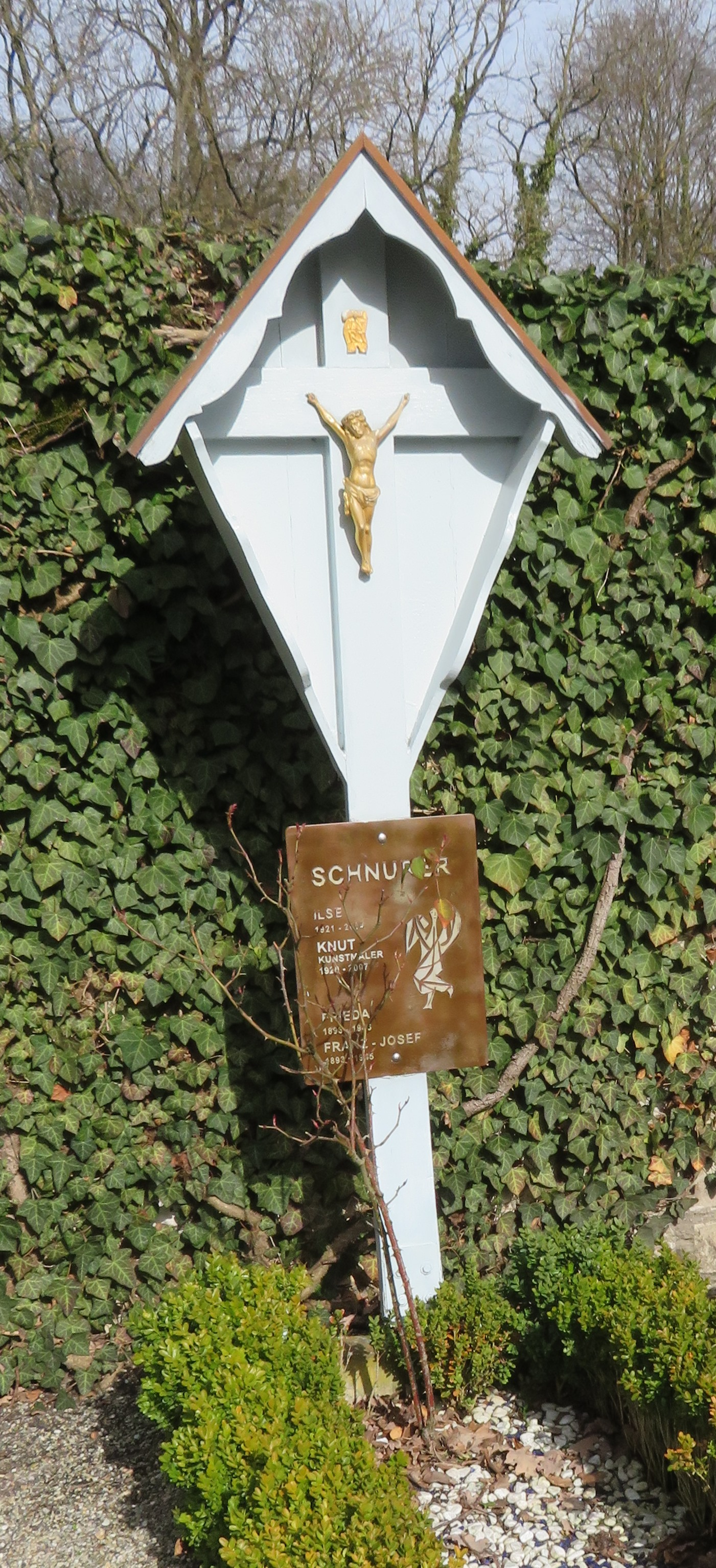
Grabmal Schnurers

- 1953: Kreuzwegstationen in der St. Sebastian, Bernheck (Architekten: Hans und Traudl Maurer)[1]
- 1955: Wandmalerei in der Volksschule auf der Schanz, Ingolstadt (Architekt: Wilhelm Lutter)[2]
- um 1959: Betonrelief im Kindergarten St. Augustin, Ingolstadt (Architekt: Hans Zitzelsperger)
- 1960: Glaskeramik Christus am Ölberg in der Kapelle des städtischen Krankenhauses, Ingolstadt (Architekt: Reinhard Kolb und Hans Straub)[3] (abgerissen)
- 1960: Keramikrelief in der Ickstatt-Realschule, Ingolstadt (Architekt: Hans Straub)[4]
- um 1960: Dispersionsmalerei in der Wilhelm-Ernst-Grundschule, Ingolstadt (Architekt: Hans Zitzelsperger)[4]
- 1961–1962: Betonrelief in der Herz-Jesu-Kirche, Ingolstadt (Architekt: Hans Zitzelsperger)
- 1965: Betonrelief in der Aussegnungshalle des Südfriedhofs, Ingolstadt[5] (Architekt: Hans Straub)[6]
- 1965: Betonglasfenster und Mosaik in der Christoph-Kolumbus-Grundschule, Ingolstadt (Architekt: Josef Elfinger)[4]
- 1965: Mappe von Herbert Geier mit Arbeiten der Ingolstädter Künstler Johannes Eppelein, Pius Eichlinger, Käte Krakow, Gustav Schneider, Knut Schnurer und Liselotte Spreng[7]
- 1968: Wandmosaik an der Schule am Stadtweg, Kösching (Architekt: Othmar Lehner)[8]
- 1977: Buntglasfenster in der Kapelle des Heilig-Geist-Spitals (Architekten: Amann und Gruber)[9]
- 1977: Glaskeramik Leben im Wasser im Hallenbad Ochsenschlacht, Ingolstadt (Architekt: Erhard Fischer)[4]
- Bandeisenplastik, Leo-von-Klenze-Schule
- [10]
- Erweiterung der heutigen Rudolf-Winterstein-Schule, Kösching
- Plattenmosaike am ehemaligen Hallenbad am Weidhausberg, Kösching

## Ausstellungen (Auswahl)
- 1947: Kestner Gesellschaft Hannover, 30 junge deutsche Maler
- 1948: Schaezlerpalais Augsburg, Gegenstand und Abstraktion
- 1950: Neues Schloss Ingolstadt, Zeitgenössische Maler
- 1950: Alter Botanischer Garten München
- 1950: Blevins Davis Awards Central Collecting Point München, Deutsches Kunst-Preisausschreiben
- 1951: Galerie Günther Franke München, Jüngere Begabungen
- 1956: Mostra dei Pittori ed Incisori Carrara
- 1957: Premio Internationale di scultura Carrara
- 1959: Galerie Günther Franke München, Kollektivausstellung
- 1959: Clubheim der Deutschen BP Hamburg
- 1960: Städtische Galerie im Lenbachhaus München: Helena-Rubinstein-Wettbewerb: Die Frau im modernen Leben
- 1960: Bienale di Venezia
- 1963: Kunstverein Ingolstadt
- 1966: lX. Bienale Mostra Nazionale di Pittura Marina di Carrara, Triglia D`Oro
- 1966: Haus der Kunst München: Metamorphose eins Gesichts ( Portraits der Schauspielerin Lis Kertelge von 47 Malern)
- 1973: Salon International Grasse
- 1974: Stadttheater Ingolstadt, Herbstausstellung
- 1985: Herzogskasten Ingolstadt, Retrospektive: Malerei, Graphik, Kunst am Bau
- 1995: Städtische Galerie Harderbastei Ingolstadt: Kunst und öffentlicher Raum, Wandarbeiten, Malerei, Graphik
- 2001: Fleißerhaus Ingolstadt, Knut Schnurer – Illustrationen zu "Pioniere in Ingolstadt"
- 2005: Städtische Galerie im Theater Ingolstadt, Jubiläumsausstellung zum 85. Geburtstag des Künstlers

## Preise
- 1963: Kunstpreis der Stadt Ingolstadt[11]

## Schüler (Auswahl)
- Elfriede Regensburger